# オルクス
オルクス(Orcus)は、ローマ神話に登場する死の神。
本来はエトルーリアの神で、墳墓の壁画では髭を生やした恐ろしげな巨人の姿で描かれる。後にプルートーと同一視された。